# MS&ADインシュアランスグループホールディングス
MS&ADインシュアランスグループホールディングス株式会社（エムエスアンドエイディーインシュアランスグループホールディングス、英: MS&AD Insurance Group Holdings, Inc.）は三井住友海上火災保険、あいおいニッセイ同和損害保険などを傘下に置く日本の保険持株会社。
MSは「三井住友」、ADは「あいおい（ニッセイ）同和」（2010年9月までは「あいおい」と「（ニッセイ）同和」）から取ったもの。
日経平均株価およびTOPIX Large70、JPX日経インデックス400の構成銘柄の一つ。

## 概要
2010年4月1日、トヨタ系のあいおい損害保険、日本生命系のニッセイ同和損害保険、三井住友海上グループホールディングスの経営統合により、誕生した。これに伴い、三井住友海上グループHDはMS&ADインシュアランスグループホールディングスに改称のうえ、あいおい損害保険とニッセイ同和損害保険を完全子会社化した。
MS&ADホールディングスの本店は東京都中央区に置かれ、初代社長となる江頭敏明（当時）をはじめとする取締役13名と監査役5名の経営体制を取っていた。
2011年10月より、グループのタグライン として、「立ちどまらない保険。」（英文「Advancing with you」）を導入した。
東京海上ホールディングス、SOMPOホールディングスと並ぶ、いわゆる「三メガ損保」の一角。

## 業務
新グループの持株会社として以下の機能を担う。
- グループ戦略策定・推進
- グループ全体のリスク管理
- 資本政策
- 統合推進
- シェアードサービス推進
- グループ会社の事業推進に対する支援
- グループ会社の経営管理

## 沿革

### 年表
参照：
- 2008年（平成20年）4月1日[6]- 三井住友海上火災保険（三井住友海上）の単独株式移転により、三井住友海上グループホールディングス株式会社を設立。東証・大証・名証の第一部市場にそれぞれ新規上場。
- 2009年（平成21年）1月23日 - 三井住友海上グループHD、あいおい損害保険、ニッセイ同和損害保険（ニッセイ同和）の3社間で、経営統合と業務提携に関する協議を進めることに合意。
- 2009年（平成21年）9月30日 - 三井住友海上グループHD、あいおい損害保険、ニッセイ同和の3社間で、経営統合に合意。
- 2010年（平成22年）4月1日 - 三井住友海上グループHDが株式交換で、あいおい損害保険とニッセイ同和の両社を完全子会社化のうえ、MS&ADインシュアランスグループホールディングス株式会社（MS&ADホールディングス）に商号変更。
- 2010年（平成22年）10月1日 - 連結子会社のあいおい損害保険がニッセイ同和を吸収合併のうえ、あいおいニッセイ同和損害保険に商号変更[7]。併せて、MS&ADホールディングスがMS&ADビジネスサポート、インターリスク総研、MS&ADスタッフサービス、MS&AD基礎研究所の全株式を、それぞれ取得。
- 2011年（平成23年）4月1日 - MetLife Worldwide Holdings, Inc.から、三井住友海上プライマリー生命保険（旧商号の三井住友海上メットライフ生命保険より変更）の保有分全株式を取得[8][9]。
- 2011年（平成23年）10月1日 - 連結子会社の三井住友海上きらめき生命保険があいおい生命保険吸収合併のうえ、三井住友海上あいおい生命保険に商号変更[10]。
- 2012年（平成24年）6月28日 - 連結子会社の三井住友海上が、インドの大手生命保険のMax Life Insurance Co.,Ltd.（旧商号のMax N.Y. Life Insurance Co.,Ltd.より変更）[注釈 2]と戦略的資本提携。同社の発行済み株式26.0％を約391億円で取得[11]。
- 2014年（平成26年）10月1日 - 東京都中央区新川2丁目の東京住友ツインビルディング西館（現所在地）に本社移転[広報 2]。
- 2015年（平成27年）4月1日 - 連結子会社のあいおいニッセイ同和損害保険が、英国最大のテレマティクス自動車保険のBox Innovation Group Limitedの発行済み株式75.0％強を、約200億円で取得[12][13]。
- 2016年（平成28年）2月1日 - 連結子会社の三井住友海上が英国の大手損害保険のAmlin plcの全株式を、約6350億円で取得[14][15]。
- 2016年（平成28年）4月1日 - 連結子会社のあいおいニッセイ同和損害保険がトヨタファイナンシャルサービスと共同で、米国のテレマティクス自動車保険のToyota Insurance Management Solutions USA, LLCを設立[16]。
- 2016年（平成28年）12月27日 - 連結子会社の三井住友海上が、中国の生命保険事業からの撤退を発表[17]。
- 2017年（平成29年）12月28日 - 連結子会社の三井住友海上がカナダ大手の保険・金融グループのFairfax Financial Holdings Limitedより、シンガポール最大の損害保険のFirst Capital Insurance Limitedの保有分全株式（97.7％）を、約1800億円で取得[18]。
- 2018年（平成30年）4月1日 - 連結子会社のインターリスク総研がMS&AD基礎研究所を吸収合併のうえ、MS&ADインターリスク総研に商号変更[19]。
- 2018年（平成30年）6月1日 - 障がい者雇用に特化した子会社として、MS&ADアビリティワークスを設立[広報 3]。
- 2022年（令和4年）4月 - 東証と名証の市場区分見直しに伴い、それぞれプライム市場とプレミア市場に移行。
- 2022年（令和4年）11月22日 - 2025年度（26年3月期）末までに国内の生損保事業の従業員を6300人減らすと発表した[20]。
- 2025年（令和7年）3月28日 - 2027年4月をめどに、三井住友海上とあいおいニッセイ同和損保保険が合併する方針を発表した[21]。

### 不祥事等
- 2023年（令和6年）12月26日 - 金融庁が三井住友海上、あいおいニッセイ同和損害保険、2代目損害保険ジャパン、東京海上日動（以下、この4社を「大手損保4社」という）に対し、大手損保4社の法人向け共同保険で事前の価格調整等があったとして、業務改善命令を発令[22][23]。
- 2024年（令和6年）7月4日 - 公取委が大手損保4社間で、法人向け共同保険でカルテルが結ばれていたと認定[24][25]。
- 2024年（令和6年）10月31日 - 公取委が大手損保4社に対し、計20億円余りの課徴金納付命令を発令[26][27][28]。
- 2025年（令和7年）3月24日 - 金融庁が大手損保4社に対し、2024年度から顧客の個人情報の漏洩（268万件余）があったとして、業務改善命令を発令。内容としては、いわゆる乗合い保険代理店に出向していた社員が、同業他社の情報を自社に漏らしていた、というもの[29][30]。

## 傘下企業

### 損害保険
- 三井住友海上火災保険
- あいおいニッセイ同和損害保険
- 三井ダイレクト損害保険

### 生命保険
- 三井住友海上あいおい生命保険
- 三井住友海上プライマリー生命保険

### その他
- MS&ADインターリスク総研：リスクコンサルティング事業

2018年4月にインターリスク総研（2010年4月に同社があいおいリスクコンサルティングとフェニックスリスク総合研究を吸収合併）を存続会社として、MS&AD基礎研究所（2010年4月にあいおい基礎研究所を存続会社として、MSK基礎研究所を合併）を合併。
- MS&ADビジネスサポート：総務・不動産事業

2010年10月にMSK商事を存続会社として、MSKビルサービス、あいおい保険総合サービス、NDIビジネスサービス、NDIビルマネジメントを合併。
- MS&ADスタッフサービス：人材派遣事業

2010年4月に三井住友海上スタッフサービスを存続会社として、NDIキャリアサービスを合併。同時にあいおい保険総合サービスの人材派遣部門を事業譲渡により継承。
- MS&ADシステムズ：システム関連事業

2011年10月に三井住友海上システムズを存続会社として、あいおい保険システムズとNDIコンピューターサービスを合併。
- MS&AD事務サービス：事務関連事業

2011年4月にMSK情報サービスを存続会社として、あいおい事務サービスを合併。さらに、NDIコンピューターサービスの事務部門を吸収分割により継承。
- MS&ADローンサービス：融資・保証事業

2010年4月に三井住友海上ローンサービスを存続会社として、あいおい保険ファイナンスを合併。同社は三井住友海上とあいおいニッセイ同和損保が共同で株式を保有する合弁会社の形態をとる。
- 安心ダイヤル：アシスタンス・コールセンター事業

2011年10月に安心ダイヤル（あいおいニッセイ同和損保傘下）を存続会社としてインターパートナー・アシスタンス・ジャパンを合併。当社のほか、三井住友海上やあいおいニッセイ同和損保の子会社（当社の孫会社）も株式を保有している。
- MS&ADアビリティワークス
- MSアムリン（再保険事業、2016年2月買収完了）

## 提供番組
- ワールドビジネスサテライト（テレビ東京系）（2017年4月から2020年3月までスポンサー）